# 湯沐海
ムハイ・タン（湯 沐海; 英語: Mu-hai TANG、1949年7月10日-)は、上海生まれの指揮者。

## 経歴
1949年、上海生まれ。原籍は福建省華安県である。幼いころから音楽好きであった。父母が映画関係者であったため文化大革命の影響を受けたが、1973年に上海音楽学院指揮科の学生(工農兵員)となり、正規の音楽教育を受けることになった。同音楽学院卒業後はミュンヘン音楽・演劇大学で学ぶ。1982年にはヘルベルト・フォン・カラヤンの招きでベルリン・フィルハーモニー管弦楽団を指揮する機会を得た。

## 家族・親族
- 父：湯暁丹 映画監督
- 母：藍為潔 映画編集技術者